# بوب تايلور (لاعب اتحاد الرغبي)
بوب تايلور (بالإنجليزية: Bob Taylor)‏ هو لاعب اتحاد الرغبي بريطاني، ولد في 30 أبريل 1942.